# Avanigadda
Avanigadda là một trong 50 mandal thuộc huyện Krishna, bang Andhra Pradesh. The mandal is bounded by Mopidevi, Koduru and Nagayalanka mandals.